# Burmascutum aenigma
Espèce
Burmascutum aenigma est une espèce fossile d'araignées aranéomorphes de la famille des Burmascutidae.

## Distribution
Cette espèce a été découverte de l'ambre de Birmanie. Elle date du Crétacé.

## Description
Le mâle holotype mesure 1,1 mm.

## Publication originale
- Wunderlich, 2008 : The dominance of ancient spider families of the Araneae: Haplogyne in the Cretaceous, and the late diversification of advanced ecribellate spiders of the Entelegynae after the Cretaceous–Tertiary boundary extinction events, with descriptions of new families. Beiträge zur Araneologie, vol. 5, p. 524–675 (en).